# Caserne de pompiers (Hämeenlinna)
L'ancienne caserne de pompiers d'Hämeenlinna (finnois : Hämeenlinnan palokunnantalo) est une caserne de pompiers située dans le quartier Saaristenmäki d'Hämeenlinna en Finlande.

## Présentation
Palokunnantalo est situé le long de la rue Palokunnankatu dans le même ilot urbain que la Keskustalo et la mairie.
Le service de sapeurs-pompiers volontaires Hämeenlinna VPK est fondé en 1873. 
De l'argent est collecté, en organisant des soirées, des loteries et des collectes de fonds afin d'acquérir du matériel d'incendie. La première brigade de pompiers est créée en septembre 1873 à Hämeensaari.
L'architecte Alfred Cavén (fi) fait don des plans et le bâtiment est construit entre 1892 et 1893. 
Le premier étage de la maison richement décorée est en brique. Il y a des hangars pour véhicules et équipements ainsi que des locaux pour les pompiers. 
À l'étage construit en rondins se trouve la salle des fêtes et d'autres installations. 
Il y a une tour de séchage des tuyaux dans la cour.
La gestion de la caserne est reprise par la ville en 1897. 
En 1898–1906, le bâtiment abrite aussi la bibliothèque municipale d'Hämeenlinna. 
L'armée impériale russe s'y installe en 1915. L'année suivante, le VPK récupère son bâtiment, mais au printemps et à l'hiver 1918, les gardes rouges la reprennent, et après la conquête de la ville, à leur tour, les Allemands. La maison est très endommagée par la guerre.
La société Arvi Karisto Oy loué la maison pendant cinq ans et les pompiers retrouvent le bâtiment rénové en 1922.
À partir de 1925, la maison abrite la brigade professionnelle des pompiers de la ville, fondée en 1911, qui avait sa caserne de pompiers  au coin des rues Birger Jaarlinkatu et Läntinen Linnankatu. 
En 1984, le service des pompiers de la ville d'Hämeenlinna s'installe dans ses propres locaux à Kutalantie 8 à Katinen. 
En 1987, la maison a reçu une ordonnance de protection. 
En 2003, un musée d'incendie a été ouvert au  rez-de-chaussée du bâtiment. 
La salle des fêtes est restaurée en 1992Le rez-de-chaussée a également été rénové. 
Les pompiers volontaires d'Hämeenlinna ont mis en location les locaux du bâtiment des pompiers au public pour des fêtes et des réunions.